# 巴西耳盾鯰
巴西耳盾鯰，為輻鰭魚綱鯰形目甲鯰科的其中一種，為熱帶淡水魚，分布於南美洲巴西Tietê河流域，棲息在底層水域，生活習性不明。

## 扩展阅读
維基物種上的相關：巴西耳盾鯰